# Storey Peak
Der Storey Peak ist ein 893 m hoher Berg im westantarktischen Queen Elizabeth Land. In der Neptune Range der Pensacola Mountains ragt er südlich des Pillow Knob auf.
Das UK Antarctic Place-Names Committee benannte ihn 2012 nach dem irischen Geologen  Bryan Cecil Storey (* 1951), der in den 1980er Jahren für den British Antarctic Survey in den Pensacola Mountains tätig war und nach dem auch der Storey-Gletscher benannt ist.